# BDO Unibank

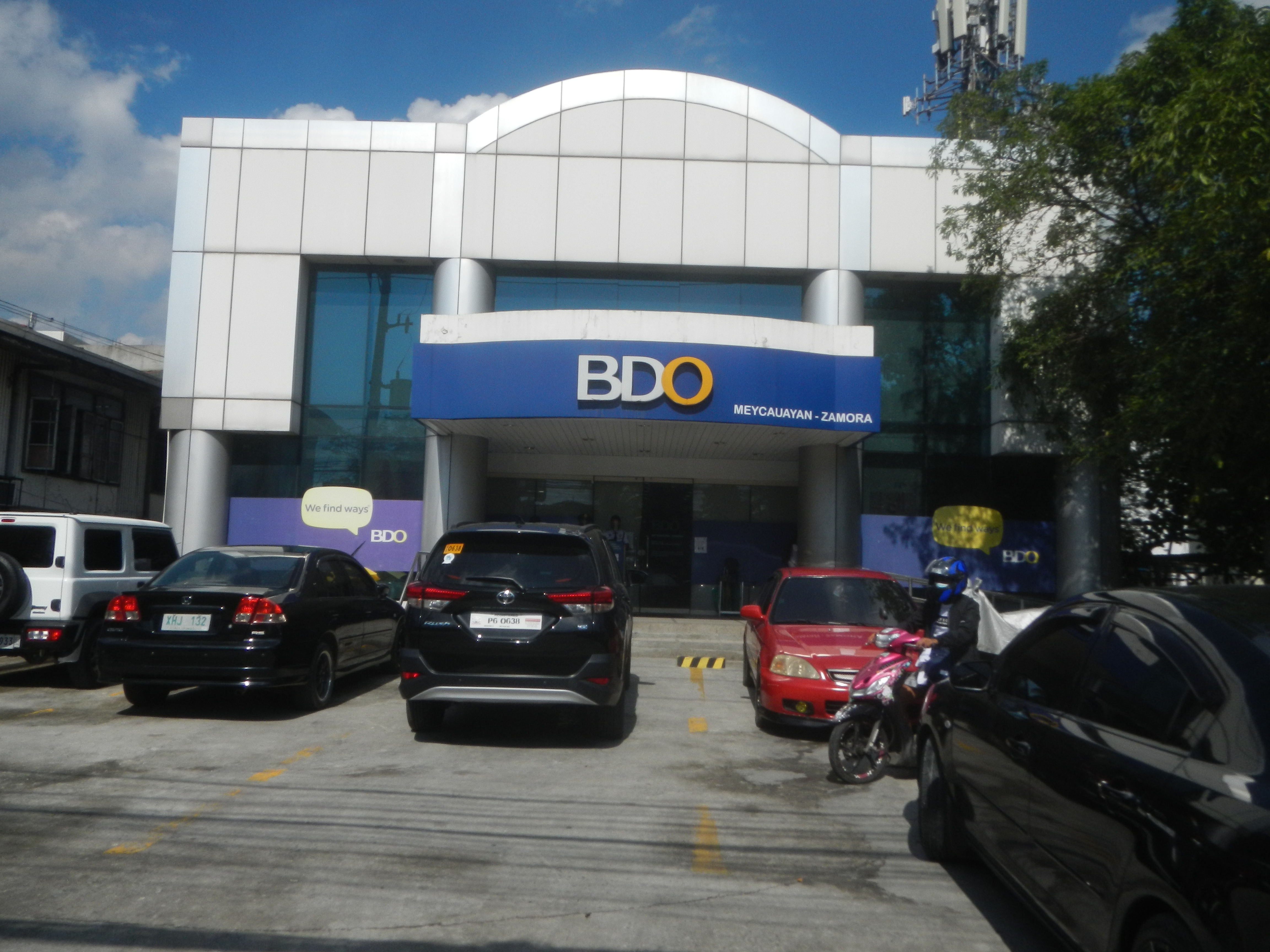

Die BDO Unibank Inc. (BDO), bekannt auch unter der Bezeichnung Banco de Oro, ist die größte Bank auf den Philippinen und hat ihren Sitz in Makati. Die Aktien der Bank werden an der philippinischen Börse gehandelt.